# Monteverdi (bilmärke)
Monteverdi, schweizisk biltillverkare grundad av Peter Monteverdi. Monteverdi tillverkades 1967–1982. 

## Historia
Peter Monteverdi utbildade sig till mekaniker hos Ateliers de constructions mécaniques de Vevey och Adolph Saurer AG. Han övertog efter faderns död 1954 familjens verkstad och byggde ut verksamheten till att bli återförsäljare för lyxfordon och tillverkning av bilar för motorsport. Företaget representerade bland annat Ferrari, Lancia, Bentley, Jensen och BMW. Peter Monteverdi byggde tävlingsbilar under namnet MBM. MBM har varit akronym för Monteverdi-Basel-Mantzel och Monteverdi-Basel-Motors. 
Han utvecklade gokarts, Formel Junior-bilar och slutligen en formel 1-bil. Sedan början av 1950-talet var han Ferraris generalagent i Schweiz. Efter en kontrovers med Enzo Ferrari bestämde han sig, likt Giotto Bizzarrini och Ferruccio Lamborghini, för att bygga en bättre bil själv.
I slutet av 1967 presenterades den första egenkonstruerade modellen och fabriken producerade ett förhållandevis litet antal exklusiva bilar fram till 1982. De flesta modeller drevs av en V8-motor från Chrysler och kaross från de italienska designfirmorna Frua och Carrozzeria Fissore. Såväl fyrdörrars sedan- som GT- och cabriolet-modeller tillverkades. Den mest kända Monteverdimodellen är kanske Hai 450 SS respektive 450 GTS från tidigt 1970-tal, som var en renodlad supersportvagn med toppfart på nästan 300 km/h (450 GTS). 
Efter oljekrisen 1973 sjönk efterfrågan på Monteverdi 375 drastiskt. Som komplement till sportbilarna introducerades den lyxiga terrängbilen Monteverdi Safari på Internationella bilsalongen i Genève 1976. Chassit hämtades från International Harvester Scout men bilen fick en helt ny kaross. Efterföljaren till Monteverdi 375, Monteverdi Sierra, introducerades på Internationella bilsalongen i Genève 1977. Den hade mindre och bränslesnålare motorer. Sierra baserades på Dodge Aspen, med ny front och akter samt lyxigare interiör.
Tillverkningen av Monteverdi upphörde 1984. Under det tidiga 1990-talet försökte Peter Monteverdi påbörja produktionen av en ny sportvagn, som också fick namnet Hai, men projektet gick om intet. Det fanns tidigare ett museum för Monteverdi. Numera visas samlingen i Verkehrshaus der Schweiz.
Monteverdi ägnade sig även åt legotillverkning åt andra biltillverkare, samt modifiering av andra märkens befintliga bilmodeller. Bland annat formgav Peter Monteverdi en fyrdörrarsversion av Range Rover, som tidigare endast såldes med två dörrar från Rover, ett utförande som sedan anammades för den fabrikstillverkade modellen.
Monteverdi tillverkade även ett par bilar åt Peter Monteverdis formel 1-stall Onyx säsongen 1990.

## Modeller i urval

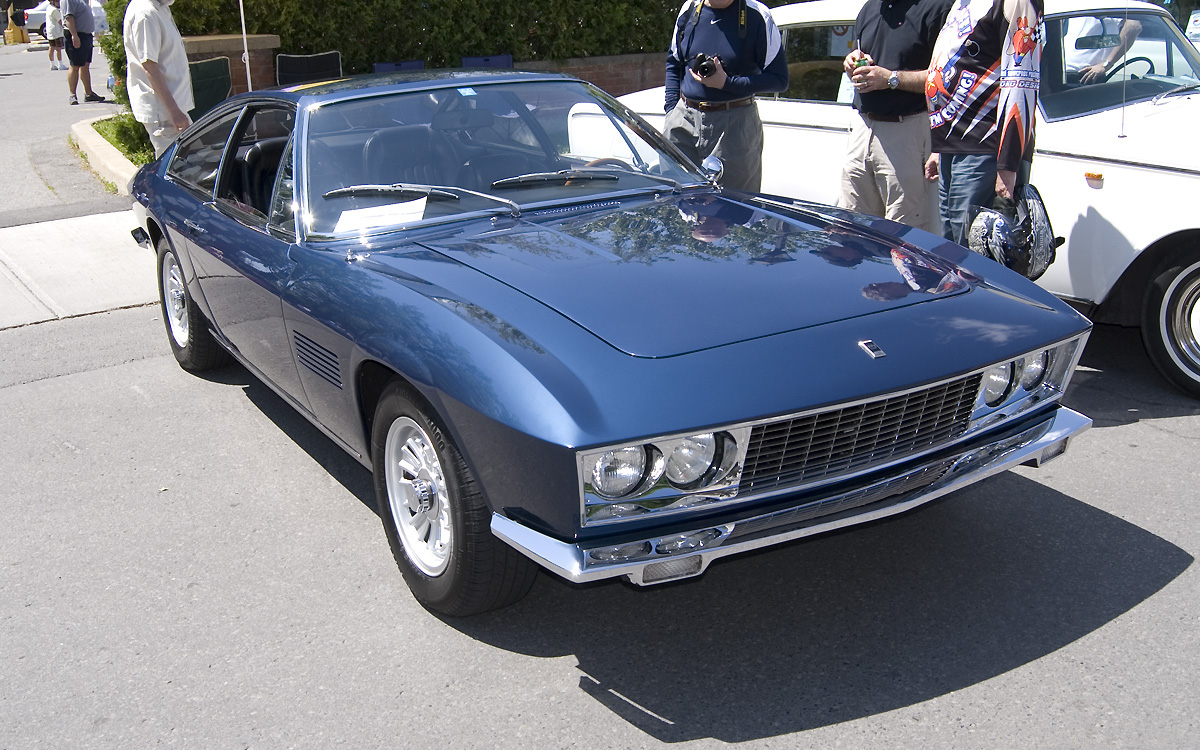
1971 Monteverdi High-Speed

- Monteverdi High Speed 375 S Frua respektive Fissore (tvåsitsiga kupéer)
- Monteverdi High Speed 375 L Frua respektive Fissore (fyrsitsiga GT-modeller)
- Monteverdi High Speed 375 C (cabriolet)
- Monteverdi High Speed 375/4 (fyrdörrars sedan)
- Monteverdi Hai 450 SS / GTS
- Monteverdi Safari (SUV)
- Monteverdi Sierra (sedan, cabriolet, kombi)